# Parque des Amandiers
El parque des Amandiers (Square des Amandiers en francés) es un parque del XX Distrito de París.

## Descripción

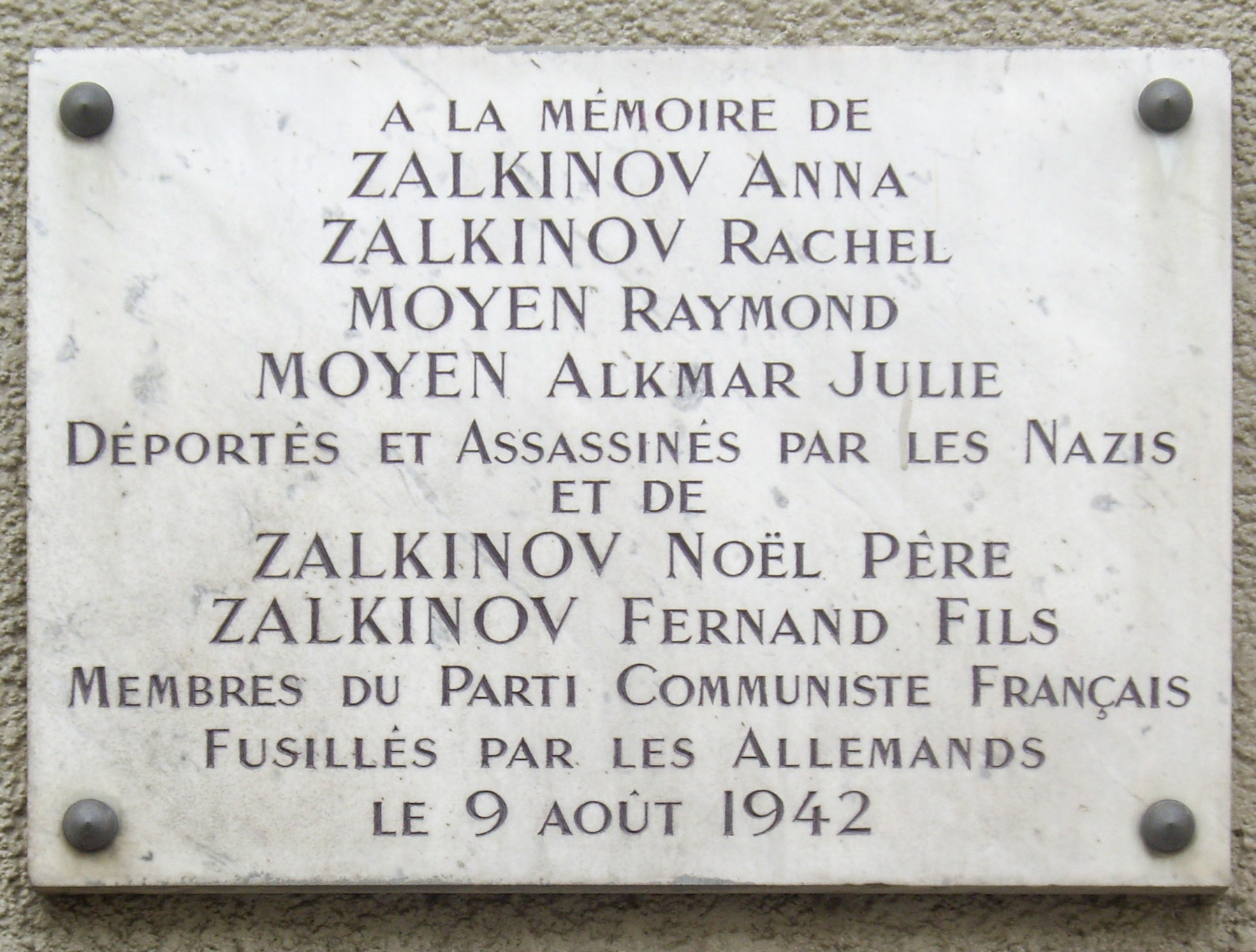
Placa conmemorativa a los fallecidos durante la SGM, en la rue des Amandiers

Creado en 1967, el parque se extiende sobre 7570 m².
El nombre del parque viene dado por los senderos bordeados de almendros, amandiers en francés. La vegetación forma un exuberante paisaje. 
Existen además de los almendros otras especies arbóreas como cerezos, encinas, árboles del paraíso y abedules entre otros. Existen además macizos de lavanda, romero y plantas ornamentales perennes.
Desde el mirador, se puede disfrutar de la vista sobre un estanque rodeado de un mural en relieve. Al oeste del parque se eleva el Conservatorio Municipal de Música del 20 distrito, que desde el anfiteatro a cielo abierto del parque queda enmarcado entre vegetación.
Existe además en la rue Duris (calle Duris) una estación de bicicletas compartidas.

## Situación
El parque está enmarcado por la calle Duris al oeste, la calle del compositor Louis-Nicolas Clérambault al sur, la calle de los amandiers (almendros) al este y la calle peatonal Max Ernst al norte.
Se localiza en las coordenadas: 48°51′57″N 2°23′18″E / 48.86583, 2.38833
 -  Línea 2 - Ménilmontant